# Rogerus orientalis
Rogerus orientalis är en rundmaskart som först beskrevs av Hoeppli och Chu 1932.  Rogerus orientalis ingår i släktet Rogerus och familjen Rhabdolaimidae. Inga underarter finns listade i Catalogue of Life.